# Atropicaris
Atropicaris è un genere estinto di artropodi appartenenti alla classe Thylacocephala, di affinità incerta ma probabilmente relazionati con i crostacei, del Triassico medio-superiore) (Retico). Il genere è stato istituito originariamente da fossili rinvenuti in sedimenti marnoso-argillosi del Triassico terminale (Retico), appartenenti alla formazione Argillite di Riva di Solto, situati nei dintorni di Berbenno (frazione Ponte Giurino, Valle Imagna, Bergamo), da studiosi del Museo civico di storia naturale di Milano.

## Descrizione

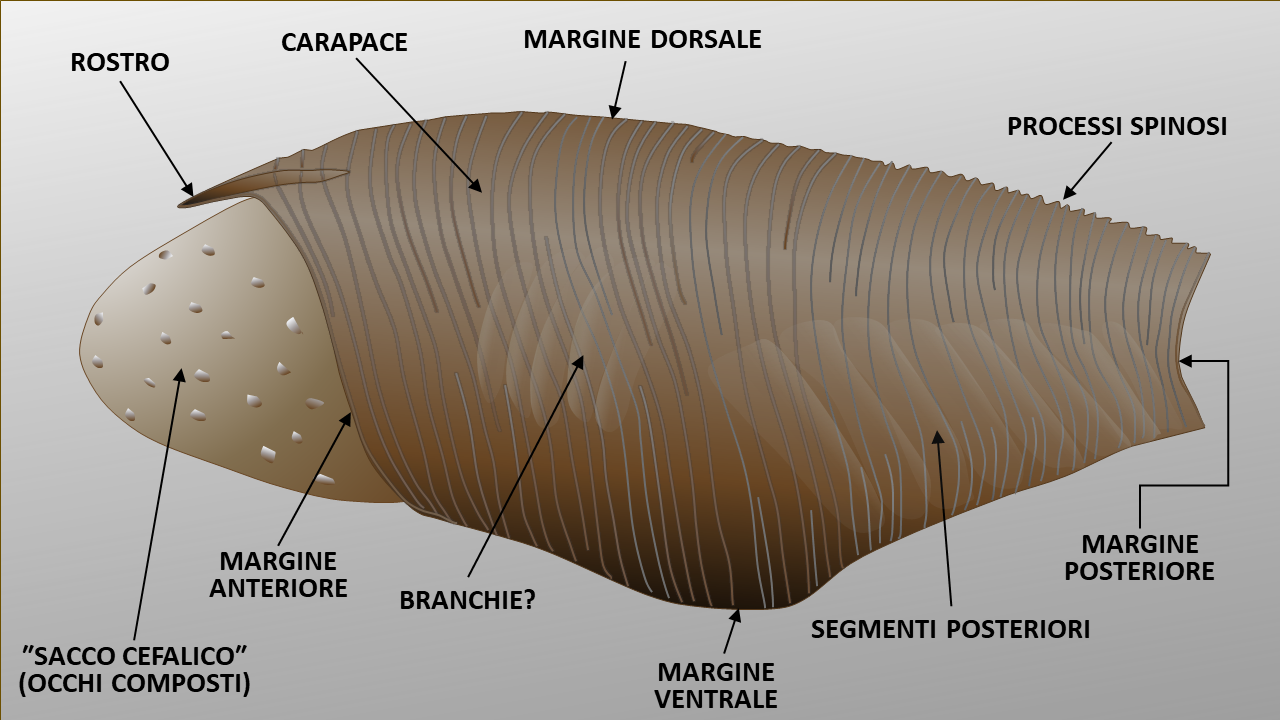
Atropicaris rostrata Arduini e Brasca 1984, la specie su cui è stato istituito il genere Atropicaris. Principali elementi morfologici.

Come tutti i tilacocefali, Atropicaris è caratterizzata da un carapace, sottile e non mineralizzato, di dimensioni che vanno da 2–3 cm di lunghezza per circa 1-1,2 cm di altezza, a due valve unite sul lato dorsale, che sovente è il solo elemento che si fossilizza (di solito in norma laterale). Il carapace è di forma sub-trapezoidale, con margine anteriore quasi retto e margine dorsale debolmente convesso; margine posteriore breve e concavo. Margine inferiore del carapace decisamente convesso. Sotto la regione posteriore del carapace si distinguono almeno otto segmenti posteriori del corpo, con brevi appendici in rari casi conservate, affini ai pleiopodi ventrali dei crostacei. Nella regione medio-anteriore si rilevano impronte di alcuni elementi assimilabili a strutture branchiali. Il raccordo tra il margine anteriore e quello dorsale è caratterizzato da un rostro ben sviluppato, in continuità geometrica col margine dorsale, che sovrasta un incavo oculare. Il rostro è percorso in tutta la sua lunghezza da una carena dorsale e da una breve e rilevata carena laterale sub-parallela al margine dorsale. Tutta la superficie esterna del carapace è interessata da un'ornamentazione a fitte coste embricate con andamento curvilineo sigmoidale, separate da solchi ben delineati; il terzo posteriore del margine dorsale è caratterizzato dallo sviluppo di brevi e robusti processi spinosi formati da proiezioni delle coste. Dal margine anteriore fuoriesce un elemento conservato raramente, definito in origine come "sacco cefalico" e considerato un cephalon modificato in organo fossorio rinforzato da scleriti; in forme meglio conservate e da studi più recenti, questo elemento è stato riconosciuto come un cephalon caratterizzato da occhi composti ipertrofici costituiti da un gran numero di ommatidi. I tilacocefali sono caratterizzati da appendici sviluppate di tipo raptatorio, non conservate in questo caso negli esemplari fossili.

## Classificazione e controversie
La classe Thylacocephala è stata suddivisa in due ordini, con una classificazione basata sull'organizzazione dell'apparato visivo e sugli annessi elementi dell'esoscheletro e non su altri elementi anatomici (appendici, segmentazione) meno facilmente distinguibili nel materiale fossile:
- Concavicarida Briggs & Rolfe, 1983, costituita da tilacocefali con un carapace dotato di un apparato rostrale prominente che sovrasta anteriormente un incavo ottico ben definito;
- Conchyliocarida Secrétan, 1983, formata da tilacocefali dotati di un incavo visivo e un rostro mal definiti e di occhi situati sulla superficie di un "sacco" cefalico di grandi dimensioni.

Atropicaris, per la presenza di un rostro sviluppato e di un incavo oculare ben differenziato è riferibile all'ordine Concavicarida.
Atropicaris risulta d'altro canto molto simile ad un altro genere: Microcaris Pinna 1974, leggermente più antico, rinvenuto nel Norico del Bacino Lombardo (Calcare di Zorzino). In base alle affinità morfologiche, Atropicaris è stata considerata da Tintori et al. (1986) come sinonimo più recente di Microcaris, identificazione basata sull'osservazione che non vi sarebbero differenze significative nella morfologia e nell'ornamentazione tra le due forme e che esisterebbe una gradazione completa nelle dimensioni (maggiori per "Atropicaris" nella località tipo). Arduini (1988) rigetta questa posizione osservando che Atropicaris si differenzia rispetto a Microcaris non solo per le dimensioni maggiori, ma anche per un rostro meno sviluppato con un'espansione terminale "a cucchiaio", per l'ornamentazione a coste decisamente più marcata e per la presenza dei processi spinosi posteriori.
Autori successivi (Dalla Vecchia e Muscio, 1990) riconoscono una ampia variabilità entro la specie tipo Microcaris minuta, che si presenta in almeno quattro forme (A-B-C-D), delle quali la forma A risulta la più aderente alla descrizione originale di Pinna (1974) di Microcaris e la C si avvicina ad Atropicaris, mentre le altre presentano caratteri intermedi. Teruzzi e Muscio (2018) optano per l'identificazione di Atropicaris come sinonimo di Microcaris, ma senza portare alcun dato concreto a sostegno. Più recentemente altri, (Ehiro e Kano, 2024) riprendendo la suddivisione interna di Dalla Vecchia e Muscio (1990) sulla scorta di alcuni dati morfometrici quantitativi, hanno seguito dubitativamente l'identificazione di Tintori et al. (1986) con Microcaris in quanto i caratteri morfometrici del carapace tra i due taxa mostrano un certo ricoprimento, pur riconoscendo come specie separata la specie tipo "Atropicaris" rostrata; tuttavia, sia Dalla Vecchia e Muscio (1990) che Ehiro e Kano (2024) giudicano difficile dal materiale fossile disponibile comprendere quanto queste distinzioni siano dovute a variabilità intraspecifica o alla presenza di specie diverse tra gli esemplari riferiti a Microcaris. Essendo non conclusive le argomentazioni a sostegno dell'identificazione di Atropicaris con Microcaris (in attesa di studi di maggiore dettaglio), la distinzione tra i due generi viene qui mantenuta per esigenza di neutralità e correttezza. D'altro canto, tutto questo sembra indicare l'opportunità di una revisione di entrambi i generi, con l'ausilio di nuovo materiale fossile e soprattutto l'uso di parametri maggiormente quantitativi.

## Modo di vita

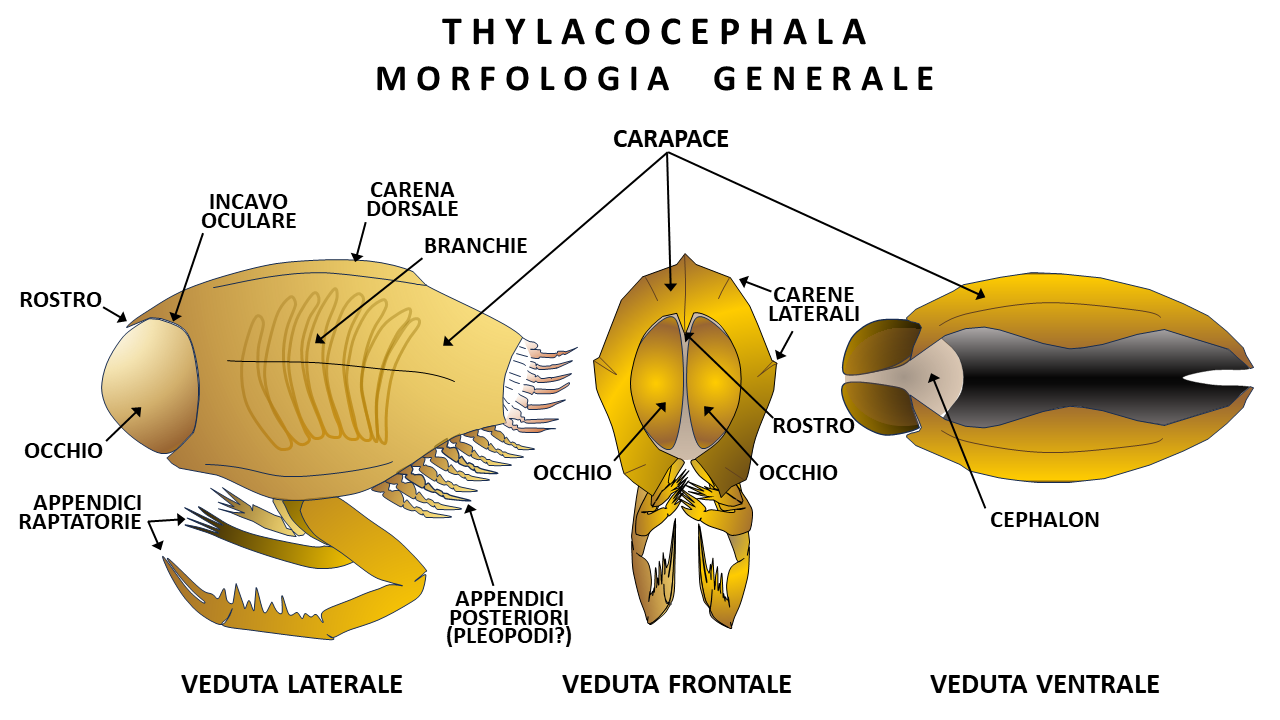
Morfologia generale di un tilacocefalo.

I tilacocefali erano organismi marini. Sono stati interpretati originariamente (anni 1980 del secolo scorso) sulla base dei fossili del giacimento fossilifero tipo konservat-lagerstätte di Osteno sui quali è stata istituita la classe, nei quali la scarsa preservazione non permetteva il riconoscimento diretto di molti dettagli anatomici; a causa del mancato riconoscimento della presenza degli occhi e della misinterpretazione di vari dettagli anatomici, erano ritenuti organismi poco mobili (in origine addirittura sessili), detritivori filtratori, ciechi). Nel corso degli ultimi quaranta anni, in cui questi organismi sono stati riconosciuti e studiati in numerosi contesti stratigrafici e tafonomici, con conservazione anche migliore, sono stati rilevati numerosi elementi che hanno portato ad una revisione sostanziale dei caratteri morfologici del gruppo e del loro possibile stile di vita. La maggioranza degli studiosi considera oggi i tilacocefali come sicuramente carnivori (predatori o necrofagi), necto-bentonici o nectonici, adattati a condizioni di fondali a elevata profondità e in condizioni di scarsa ossigenazione. Lo stile di vita predatorio e/o necrofago è indicato dalla presenza di appendici raptatorie spinose e taglienti (in diversi casi provviste anche di chele), sviluppate per afferrare e smembrare, e dal contenuto in alcuni casi conservato dell'apparato digerente (resti di crostacei, pesci e uncini di cefalopodi). Le appendici tuttavia non sono conosciute in Atropicaris per il tipo di conservazione, anche se sicuramente erano presenti essendo una caratteristica del gruppo. Gli esemplari su cui è stato istituito il genere vengono dalla formazione delle Argilliti di Riva di Solto, dal Triassico superiore (Norico terminale-Retico) del Bacino Lombardo, un bacino tettonico di rift riempito da sedimenti fini ricchi di materia organica.